# قطعنامه ۲۰۲ شورای امنیت
قطعنامه ۲۰۲ شورای امنیت سازمان ملل متحد که در تاریخ ۰۶ مه ۱۹۶۵ تصویب شد، سندی بین‌المللی دربارهٔ سؤال در رابطه با وضعیت در روزدیای جنوبی است. این قطعنامه طی نشست ۱۲۰۲ام
با ۷ موافق،۰ مخالف و۴ ممتنع تصویب شد.